# Eissporthalle Charlottenburg
Die Eissporthalle Charlottenburg (im Berliner Volksmund auch P09 bzw. P9 genannt) ist eine der beiden Eissportanlagen im Berliner Bezirk Charlottenburg-Wilmersdorf mit zwei wettkampfgemäßen, ca. 30 Meter × 60 Meter großen Eisflächen, ausgeführt als eine geschlossene Halle sowie eine überdachte Freifläche. Sie befindet sich auf dem Olympiagelände Berlin, das – entgegen der Namensgebung – allerdings nicht im Ortsteil Charlottenburg, sondern im Ortsteil Westend des ehemaligen Bezirks Charlottenburg liegt. Die Tribüne der geschlossenen Halle bietet Platz für 1000 Zuschauer (700 Sitz- und 300 Stehplätze). Die Halle wurde ab 2009 auf dem vormaligen Parkplatz P09  als Ersatz für die 2009 geschlossene Deutschlandhalle erbaut und am 3. März 2012 eröffnet.
Die Halle ist Trainings- und Spielstätte vieler Berliner Eissportvereine, unter anderem der Eishockeyvereine Berliner Schlittschuhclub, SC Charlottenburg und EHC Berlin Blues. Die Eisfläche verfügt über Markierungen für Eishockey und Curling.
Vom 26. November bis 1. Dezember 2021 fand hier ein Qualifikationsturnier um die Teilnahme am Mixed-Turnier im Para-Eishockey bei den Winter-Paralympics 2022 statt. Sechs Mannschaften bewarben sich um zwei Startplätze, wobei sich Italien und die Slowakei durchsetzten. Gastgeber Deutschland belegte den dritten Platz.
Bei den Special Olympics World Summer Games 2023 fanden in der Eissporthalle die Wettkämpfe im Roller Skating statt.